# Nyköpings högstadium

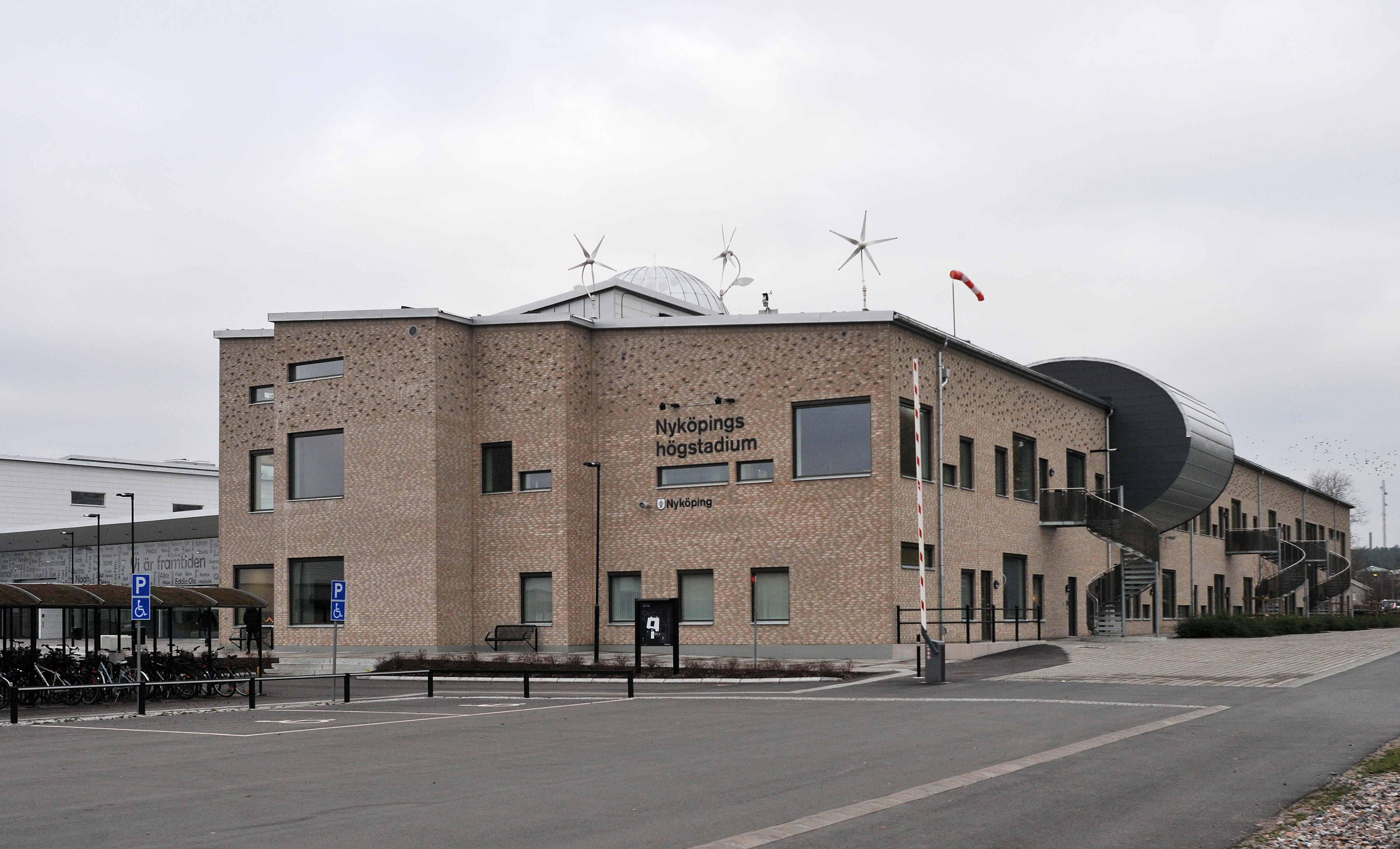
Nyköpings högstadium.

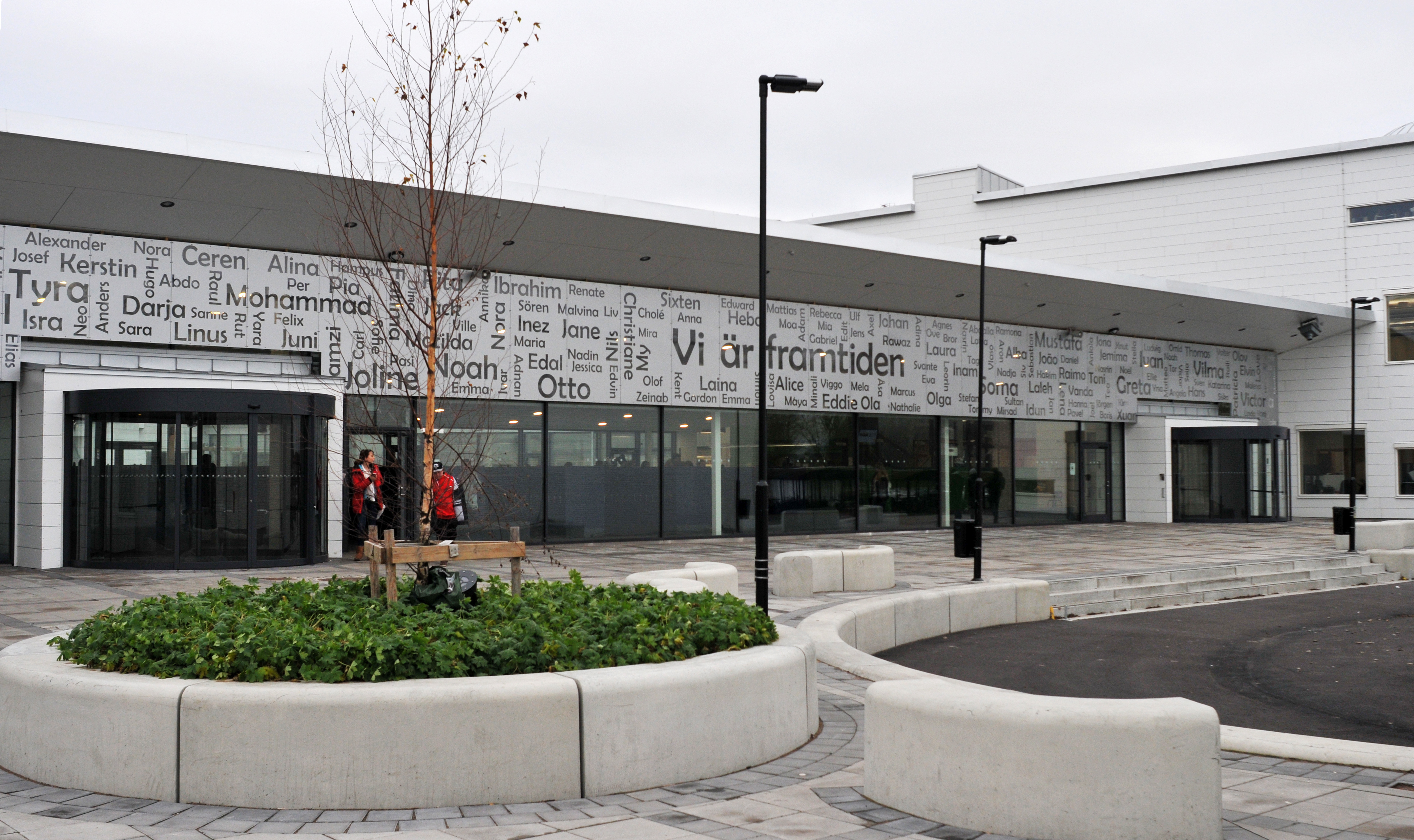
Entré.

Nyköpings högstadium är en grundskola för årskurs 7–9 i Nyköping.
Nyköpings högstadium kom till 2014 genom att man slog ihop samtliga fyra kommunala högstadieskolor i staden till en enhet. Skolan upptog två byggnader. En var ett nybyggde kallat Alpha, den andra var Borgmästarhagsskolans tidigare lokaler som fick heta Omega. Nybygget ritades av Carlstedt Arkitekter.
Alpha och Omega var läsåret 2014/2015 två skolenheter med tillsammans 1 229 elever. Från läsåret 2015/2016 räknades hela högstadiet som en enhet och blev således den största kommunala grundskolan i Sverige sett till antal elever. Senare har antalet elever på skolan minskat. Läsåret 2023/24 hade man 889 elever, vilket gjorde Nyköpings högstadium till den tredje största skolan i Sverige sett till antalet elever i årskurserna 7-9 (efter Järvenskolan och Eklidens skola).
Ambitionen bakom sammanslagningen var bland annat att få en mer likvärdig skola med mindre segregation. Inledningsvis rapporterades goda resultat med högre meritvärden. Tillblivelsen av Nyköpings högstadium väckte uppmärksamhet och kom att kallas Nyköpingsmodellen. Det fick beröm från bland annat skolminister Gustaf Fridolin. Tidningen Dagens Samhälle nominerade skolan till Årets välfärdsförnyare år 2017.
Parallellt med att antalet elever på skolan minskade ökade också andelen med utländsk bakgrund, vilket förklarades med att elever utan utländsk bakgrund i högre grad gick i friskolor. Skolans första läsår var andelen elever med utländsk bakgrund 18 procent, men år 2022 var den andelen 37 procent. Sammanslagningen av de kommunala högstadieskolorna sammanföll med att utbudet av friskolor med högstadium ökade i kommunen. Läsåret 2011/2012 fanns två högstadiefriskolor med 612 elever, vilket läsåret 2015/16 hade ökat till fyra högstadiefriskolor med 1022 elever. Antalet friskolor och andelen barn på dem fortsatte senare växa. År 2019 öppnade Nyköpings enskilda grundskola som snart hade över 400 elever, vilket ledde till att Nyköpings högstadium fick ytterligare minskat elevunderlag. Läsåret 2023/24 gick 305 av de 706 niondeklassarna på skolorna i kommunen på Nyköpings högstadium.